# Purcellia lawrencei
Purcellia lawrencei -gatunek kosarza z podrzędu Cyphophthalmi i rodziny Pettalidae.

## Występowanie
Gatunek endemiczny dla Republiki Południowej Afryki. Znany z okolic Knysny w prowincji Przylądkowej Zachodniej.